# All-female band
All-female band (ang. w całości żeński zespół) – zespół składający się wyłącznie z muzyków płci żeńskiej. Pojęcie to jest mylone z girls band, czyli grupą muzyczną, gdzie kobiety udzielają się wokalnie, lub też z female-fronted band, czyli zespołem, w którym wokalistką jest kobieta, a na instrumentach grają mężczyźni. Nazwa all-female band jest używana głównie wobec zespołów rockowych.
Definicja all-female band powstała głównie po to, by pokazać różnice pomiędzy wykonawcami męskimi a żeńskimi. Często uważane jest to za przejaw seksizmu w muzyce.
Mimo iż kobiety wielokrotnie pojawiały się w muzyce w zespołach męskich (Janis Joplin, Grace Slick, siostry Ann i Nancy Wilson z Heart), to jednak nadal była potrzeba tworzenia całkowicie żeńskich zespołów muzycznych, nawet jeśli nie było to aprobowane przez krytyków i publikę.

## Historia
Jednymi z pierwszych żeńskich zespołów były: The Liverbirds, Goldie and the Gingerbreads, Fanny, The Pleasure Seekers, The Ace of Cups i Birtha. Grupy te pojawiały się już w latach 60. XX wieku i wykonywały głównie muzykę rockową. W drugiej połowie lat 70. popularnym zespołem był The Runaways.
Fala punk rocka przyniosła ze sobą takie zespoły jak The Slits, Kleenex i The Raincoats, oraz wiele female-fronted bands – X-Ray Spex i Blondie.
W latach 80. pojawiły się glam metalowe lub heavymetalowe formacje, takie jak Vixen, Girlschool, Madam X (zespół żeńsko-męski), Precious Metal, Rock Goddess i Phantom Blue.
Feministyczny styl muzyczny Riot Grrrl z lat 90. odniósł największy sukces na całym świecie i zainspirował wiele dziewczyn do tworzenia zespołów punkowych. Wtedy pojawiły się takie zespoły jak Bikini Kill, Bratmobile, Heavens to Betsy, Babes in Toyland, Lunachicks i 7 Year Bitch. Riot Grrl były wspierane przez takie grunge’owe formacje jak Nirvana czy Pearl Jam.
Współczesnym przykładem rockowych all-female bands są grupy Ex Hex, Haim, Girlpool i Stereopony.
W historii muzyki pojawiało się także wiele zespołów żeńskich grających pop, np. The Bangles.